# Bertula hisbonalis
Bertula hisbonalis är en fjärilsart som beskrevs av Walker 1858. Bertula hisbonalis ingår i släktet Bertula och familjen nattflyn. Inga underarter finns listade i Catalogue of Life.